# حلقة عطرية بسيطة
| جدول بالحلقات العطرية البسيطة |                     |                     |  |
| فوران                         | بنزوفوران           | إيزوبنزوفوران       |  |
| بيرول                         | إندول               | إيزوإندول           |  |
| ثيوفين                        | بنزوثيوفين          | بنزو(c)ثيوفين       |  |
| إيميدازول                     | بنزإيميدازول        | بيورين              |  |
| بيرازول                       | إندازول             |                     |  |
| أكسازول                       | بنزوكسازول          |                     |  |
| إيزوكسازول                    | بنزإيزوكسازول       |                     |  |
| ثيازول                        | بنزوثيازول          |                     |  |
|                               |                     |                     |  |
| حلقات سداسية:                 | حلقات سداسية مدمجة: | حلقات سداسية مدمجة: |  |
| بنزين                         | نفثالين             | أنثراسين            |  |
| بيريدين                       | كينولين             | إيزوكينولين         |  |
| بيرازين                       | كينوكسالين          | أكريدين             |  |
| بيريميدين                     | كينازولين           |                     |  |
| بيريدازين                     | سينولين             |                     |  |

الحلقات العطرية البسيطة هي مركبات عطرية عضوية (والتي تعرف أيضا بالأرينات أو الأروماتيات) والتي تتكون فقط من حلقة مسطحة مترافقة بها سحابة إلكترونات باي غير متمركزة، وليس تتابع متفرق من الروابط الأحادية والثنائية. ومن المركبات العطرية البسيطة البنزين والإندول.
ويمكن للمركبات الحلقية العطرية البسيطة أن تكون غير متجانسة لو أنها تحتوى حلقة غير كربونية، أي أنها تحتوى على أيا من الأكسجين، النيتروجين، الكبريت.
الحلقات العطرية البسيطة غالبا ما تكون حلقات خماسية مثل البيرول أو حلقات سداسية مثل البيريدين. الحلقات العطرية المدمجة مثل النفثالين أو البيورين تتكون من حلقات أحادية تتشارك في روابطها المتصلة.
ويمكن تقسيم الحلقات المحتوية على نيتروجين إلى حلقات غير قاعدية وحلقات عطرية قاعدية.
- في الحلقات الغير قاعدية يكون الزوج الوحيد من إلكترونات ذرة النيتروجين غير متمركز ويساهم في نظام الإلكترونات باي الموجود في الحلقة. وفي هذه المركبات ترتبط ذرة النيتروجين مع ذرة هيدروجين. ومثال لمثل هذه المركبات البيرول، الإندول.
- بينما في الحلقات العطرية القاعدية لا يساهم الزوج الوحيد للإلكترونات في النظام الأروماتي بل يكون ممتد في مستوى الحلقة. ويكون هذا الزوج الوحيد مسؤولا عن قاعدية هذه القواعد النيتروجينية، مثل ذرة النيتروجين الموجودة في الأمينات. وفي هذه المركبات لا ترتبط ذرة النيتروجين بذرة هيدروجين. أمثلة للحلقات العطرية القاعدية البيريدين، أو الكينولين. ويوجد عديد من الحلقات التي تحتوى على ذرات نيتروجين قاعدية وغير قاعدية، مثل الإيميدازول والبيورين. وتحت الظروف الحمضية فإن هذه المركبات يحدث لها برتنة وتنتج كاتيونات أروماتية (مثل البيريدينيوم).

الحلقات العطرية التي تحتوي الأكسجين أو الكبريت فيشارك زوج إلكترونات الكبريت أو الأكسجين في النظام العطري (مثل الحلقات النيتروجينية غير القاعدية)، بينما يتم الزوج الأخر في مستوى الحلقة (مثل الحلقات النيتروجينية القاعدية).